# Tenam Puente
Tenam Puente (Zona Arqueológica de Tenam Puente) es un sitio arqueológico de la cultura maya localizado en el valle de Balum Canan,  en el municipio de La Trinitaria, a 12 kilómetros al sur de Comitán, Chiapas, en México. Se accede a él por una desviación de la carretera panamericana n.º 190 que conduce a La Trinitaria.

## Etimología
La palabra Tenam, es un toponímico híbrido: Tenam deriva del náhuatl tenamitl que significa ‘muro’ o ‘fortaleza’, mientras que la palabra Puente alude al nombre de una antigua finca existente a principios del siglo XX, cuyos terrenos constituyen hoy el ejido Francisco Sarabia, donde ahora se encuentra este atractivo.

## Historia
Aunque el sitio se remonta al período clásico (entre los años 300 al 600 d. C.), todo indica que su principal época de ocupación corresponde al posclásico temprano (aproximadamente entre el 900 y 1200 d. C.), cuando se produce el abandono de los sitios mayas de la zona central, lo que hoy ocupa el departamento del Petén, en Guatemala,
El lugar, representa la transición del período Clásico al Posclásico, siendo una de las etapas menos estudiadas de la arqueología chiapaneca.
Fue contemporáneo del esplendor de la cultura tolteca de Chichén-Itzá. La última fecha de registro del lugar es hacia el año 874 d. C.
El colapso maya en el siglo IX fue mucho más perjudicial para los centros mayas de las tierras bajas como Palenque y Yaxchilán, que los centros más pequeños de las tierras altas como Tenam Puente. De hecho, las ciudades de la sierra que sobrevivieron al colapso inicial, incluso pudieron haberse beneficiado de la caída abrupta de sus competidores de las tierras bajas. Tenam Puente así como la cercana Chinkultic, fueron una potencia modesta en la franja occidental de las tierras altas del mundo maya, y parecen haber sobrevivido hasta alrededor del año 1200 d. C., antes de ser finalmente abandonadas, por razones que aún no están claras.

### Comercio
La ubicación estratégica de Tenam Puente permitió a sus habitantes tener acceso y ejercer el control sobre la ruta de las importantes redes comerciales que unía las tierras altas de Chiapas y Guatemala con la depresión central de Chiapas. Las colecciones cerámicas procedentes de las excavaciones del lugar, denotan un comercio muy activo con otras zonas muy alejadas de la región de Comitán, como por ejemplo caracoles provenientes del Golfo de México.
Por otro lado los entierros descubiertos dan parte de la presencia de grandes personajes a los cuales les fueron depositadas numerosas ofrendas como vasijas, objetos de jade (ya’ax chich), ornamentos elaborados en concha y espina de mantarraya. Gracias a todas estas excavaciones, entierros y exploraciones.
Con los hallazgos, se ha podido confirmar que Tenam Puente participó de la última etapa de la cultura maya clásica que representa la transición al Posclásico temprano, momento en que la metalurgia cobra mayor fuerza y aparecen objetos elaborados en alabastro.

## Exploraciones
Tenam Puente fue mencionado por primera ocasión en el libro Tribus y Templos, editado por Frans Blom y Oliver La Farge en 1928.

## Descripción
La zona arqueológica de Tenam Puente fue construida en el área fronteriza meridional de la zona maya, en una posición estratégica sobre una montaña con una serie de colinas calcáreas que dividen a los Altos Orientales con la Depresión Central chiapaneca, a unos 1600 a 1700 m de altitud, que domina toda la planicie comiteca que se extiende hasta los Lagos de Montebello, en el oriente del estado de Chiapas.
Tenam Puente se levantó sobre grandes y espectaculares plataformas con muros de contención monumentales, cuyo acceso se va restringiendo conforme se asciende. Estos grandes muros fueron acomodados en cinco desniveles, formando así plazas abiertas y cerradas sobre las cuales, se distribuyeron los edificios principales, algunos de los cuales, presentan rampas de piedra a manera de contrafuertes como elemento característico.
La zona nuclear del asentamiento se compone de un poco más de 60 estructuras distribuidas en una extensión territorial de aproximadamente 30 hectáreas.
La mayor parte de edificios y los más importantes están del lado norte, en lo que se denomina como la Acrópolis, con sus estructuras 4 y 7 es el punto más alto de este sitio, que ofrece buenas vistas en toda la zona.
Para la construcción de la Acrópolis, fue necesario nivelar las colinas por medio de altas y largas terrazas construidas a diferentes niveles, que conforme se asciende se reducen en cuanto a extensión y altura. Las terrazas superiores, de hasta 20 metros de altura están formadas por cuerpos escalonados. Los edificios se construyeron en torno a una serie de patios y plazas.
Otro conjunto hacia el sur corresponde a templos y residencias de las clases altas, distribuidos en torno a plazas cerradas, con adoratorios, plazuelas y patios que fueron delimitados por diversas construcciones, así como plataformas con amplios cuartos en la parte superior.
En los alrededores de Tenam Puente están los vestigios de la antigua población, aunque muy modificados por las labores agrícolas actuales.
La composición espacial de los edificios de la zona es muy similar a la arquitectura de otros sitios maya de la Depresión Central de Chiapas (zona semiplana bordeada por la Sierra Madre de Chiapas, la Altiplanicie Central y las Montañas del Norte), sobre el cauce del río Grijalva y sus afluentes se distribuye una gran cantidad de sitios con características arquitectónicas y técnicas constructivas muy similares, a base de bloques de piedra caliza perfectamente cortados y ensamblados sin mortero y sin cal.
Los acabados se aplicaron con estuco, que se conserva todavía en algunos muros, pisos y escalinatas, también se pueden observar algunos pisos de lajas de piedra.
Al igual que muchos sitios del altiplano chiapaneco, Tenam Puente es notable por la falta de ornamentos, tales como arcos, ménsulas y cresterías. Del mismo modo, solamente se ha encontrado una estela (monumento) fechada con el año 790, que se conserva en el museo arqueológico de Tuxtla Gutiérrez.

### Sala Introductoria a la zona arqueológica de Tenam Puente.
Esta sala introductoria se encuentra en la zona arqueológica de Tenam Puente. Cuenta con un espacio de exhibición de 36 metros cuadrados. 
Exhibe fotografías de algunos hallazgos relevantes del sitio, así como un plano topográfico de la acrópolis indicando los edificios principales. También una estela donde se representó la escena de un personaje que captura a otro en un acto de guerra. Fotografías y breve descripción sobre la peregrinación de la virgen Corazón de María que realizan los ejidatarios de Francisco Sarabia a la sección más alta de la acrópolis, fiesta movible que se efectúa en agosto.

### Juegos de pelota
Destacan la presencia de tres juegos de pelota, por lo que se coloca como el único sitio hasta ahora reportado con el mayor número de canchas en su Acrópolis dentro de los Altos Orientales. De hecho el acceso a Tenam Puente se realizaba por el juego de pelota 1. En plataformas superiores, a distintos niveles, se encuentran otros dos juegos de pelota, de menores dimensiones y posiblemente destinados a su utilización entre las clases altas.
El juego de pelota 1 constituye el mayor de los tres, se localiza al frente de la primera gran plataforma y en la esquina de una gran plaza abierta; casi frente al único acceso que conduce a los siguientes niveles de la Acrópolis. Tiene una extensión de 50 m por 29 m promedio en los cabezales y una orientación general de 28° desviados hacia el este con relación al norte, por lo que presenta un aspecto perpendicular al resto de los edificios.
Su planta es del tipo doble "T" y hundido, se forma por una cancha central con banquetas bajas en los costados y posteriormente por estructuras laterales que rematan en una cornisa. Los cabezales poseen escalinatas que descienden desde el nivel de plaza, el cabezal sur se observa ligeramente mayor que el del norte. Hacia el sur y al mismo nivel que la plaza se construyó la estructura anexa con escalinatas que descienden hacia el interior de la cancha, esta estructura tiene la particularidad de no presentar una simetría en cuanto a su eje con la cancha central. En el cabezal norte y tirado al frente del primer peldaño se encuentra un bloque semirectangular y toscamente tallado que da la impresión de ser una estela lisa, se desconoce si la ubicación debió ser al interior del cabezal o localizado en la parte superior de las escalinatas. Otro bloque similar a éste se encuentra sobre la plaza en dirección al oeste del juego.
Este fue el primer juego de pelota explorado en el sitio y anterior a las exploraciones fue utilizado como campo de cultivo no solamente al interior sino incluso también sobre las estructuras laterales, aunque en términos generales su grado de conservación fue bueno. Debido a las labores agrícolas es posible que los marcadores circulares hayan sido removidos de la cancha central ya que durante las primeras intervenciones se registró un fragmento circular sobre una de las banquetas.
Detrás de la estructura anexa existen algunos muretes adosados con huellas de pisos de laja (roca)s y separados por una especie de ducto, es probable que por su ubicación pudiera tratarse de los cimientos de un baño de vapor.
Su sistema constructivo del juego de pelota fue basándose en piedras semicareadas y sillares, siendo los primeros utilizados en las estructuras laterales y en las primeras etapas de la estructura anexa, en las estructuras laterales se observa incluso la reutilización de piedra tallada. Los sillares se emplearon en las escalinatas, así como en los pequeños adosamientos a un costado de las estructuras laterales y predominan en la estructura anexa.
Los juego de pelota 2 y 3 se ubican en los extremos sureste y en los últimos niveles superiores de la Acrópolis, para llegar a ellos es necesario atravesar la segunda gran plaza dentro del primer nivel y ascender por una escalinata que restringe y hace selectivo el acceso hacia las siguientes plataformas.
El plano del juego de pelota 2 es de doble “T”, cerrado y ligeramente hundido con una orientación de 50° desviados al oeste con relación al norte. La extensión es de 40 m de largo por 25 a 27 m en sus cabezales. Presenta una amplia cancha central y a un costado se levantan los muros que conforman a las estructuras laterales, es decir, no presentan banquetas y ambas estructuras laterales rematan con una cornisa muy baja.
En el extremo sureste se ubica una estructura anexa que tampoco conserva un eje simétrico con relación a la cancha, mientras que el extremo opuesto en la parte superior donde remata el cabezal se construyó dos bajas plataformas, una de ellas presentó una serie de adosamientos al interior y gran cantidad de pequeñas lajas en la superficie, mientras que el piso estuvo estucado y con huellas de canaletas aunque muy deterioradas.
En lo que respecta a los marcadores circulares disponemos de pocos datos, aunque uno de ellos fue recuperado en la esquina sur del cabezal sureste, es factible que pudieran haber estado ubicados sobre los extremos de la cancha central.
Juego de pelota 3. Se ubica en forma paralela y contigua al "juego de pelota 2", se construyó en el siguiente nivel, cuya forma en planta es igualmente en doble “T”, cerrado y hundido. Tiene 33 m de largo y entre 18 y 20 m de ancho en los cabezales, la orientación predominante es de 60° hacia el oeste del norte. Se constituye con una angosta cancha central, banquetas y estructuras laterales. A diferencia de los dos anteriores este carece de estructura lateral anexa, aunque en la parte superior del cabezal este se ubica una pequeña plataforma de baja altura. En esta misma esquina se aprecia que el cabezal fue modificado por la construcción de un murete que cerró al cabezal en esta sección, además de presentar dos ductos pequeños para drenaje en este mismo lado. Con la construcción de este murete se destruyó la esquina de la escalinata quedando ocultos los primeros peldaños, una modificación más se observó en este mismo sector al agregar muretes construidos con lajas formando pequeños cuartos con un piso estucado.
Dos marcadores circulares se registraron in situ en los extremos de la cancha y colocados sobre la superficie del mismo, de la misma forma que en el juego anterior son lisos y de proporciones menores con un diámetro promedio de 45 cm.
En el cabezal oeste y frente a las escalinatas se encuentra tirado un bloque rectangular sin relieve que guarda estrecha semejanza con el descrito con anterioridad en el juego de pelota 1. Bloques similares han sido reportados en la región identificados como estelas lisas, como ejemplo se encuentra el cerro de Guoc y otros más en el valle de Las Margaritas.
Este último juego representa gran relevancia por la ubicación al sur de la Plaza B, espacio de gran importancia dentro de la Acrópolis, además de las esculturas asociadas tanto a la plaza como al juego mismo.

## Principales motivos religiosos
En Tenam Puente se ha identificado un eje simbólico que cruza el espacio sagrado desde el nivel más alto hasta llegar a la entrada principal de la Acrópolis, dicho eje se forma por el Edificio 17 en el oriente de la Plaza B, atravesando el Edificio 21 y 20, para llegar hasta el Edificio 37 y donde se alinea con el acceso principal para descender finalmente con dirección del juego de pelota 1. Este eje se encuentra relacionado con el paso del sol durante el transcurso del día y que al llegar al poniente pareciera descender a través del juego de pelota a la región del inframundo. Por estar localizado en una plaza abierta su acceso no debió ser tan restringido como los otros dos restantes.
Por lo que respecta a las canchas 2 y 3, la interpretación que se da es diferente; en primera instancia está definida por las barreras arquitectónicas que impiden un acceso generalizado a dichas canchas, a esto hay que agregar la asociación de esculturas de personajes cautivos. Una teoría propone que estos juegos debieron ser utilizados como sustituto y símbolo de la guerra para dirimir conflictos entre las ciudades mayas, entre los mismos mayas o sus vecinos.